# Mnemic
Mnemic é uma banda de metal da Dinamarca formada em 2000.
A banda mistura diversos gêneros, desde o metalcore, melodic death metal, metal industrial e metal progressivo, com elementos adicionais de thrash metal e groove metal, para formar um estilo descrito pela banda como Future Fusion Metal.

## Biografia

### Formação eMechanical Spin Phenomena
Mnemic (acrônimo de Mainly Neurotic Energy Modifying Instant Creation) foi formado em 1998 na cidade de Aalborg, Dinamarca, por Mark Bai (vocalista), Mircea Gabriel Eftemie (guitarra), Mikkel Larsen (baixo), e Brian Rasmussen (bateria). A banda assinou contrato com a Nuclear Blast Records, que produziu em 2002 seu álbum de estreia, Mechanical Spin Phenomena, com o produtor Tue Madsen. Após a gravação do disco, Larsen foi substituído pelo baixista Tomas "Obeast" Koefod. A banda entrou em digressão na Europa com as bandas Disbelief, Darkane, Mystic Prophecy e Death Angel, e na Alemanha com o Machine Head.

### The Audio Injected Soul ePassenger
Em 2004, Mnemic lança o seu segundo álbum de estúdio, The Audio Injected Soul, no AntFarm Studios, em Århus, Dinamarca. O álbum conta com um cover do Duran Duran, "Wild Boys". Do álbum ainda saíram dois videoclipes - "Deathbox", que foi filmado no Revolver Studios, em Gotemburgo, e "Door 2.12", que foi filmado em Berlim.
Em 2005 o vocalista Michael Bøgballe deixou a banda, e foi substituído por Tony Jelencovich, que participou da turné na América do Norte com o Meshuggah. Jelencovich foi substituído em abril de 2006 por Guillaume Bideau.
O terceiro álbum de estúdio do Mnemic, Passenger, foi produzido por Christian Olde Wolbers da banda Fear Factory, com trabalho de capa do Asterik Studios, e vocais convidados de Jeff Walker (Carcass e Brujeria), e de Shane Embury (Napalm Death e Brujeria). O disco conta com um videoclipe, "Meaningless" que foi dirigido por Patric Ullaeus da companhia Revolver Film. Foi lançado em fevereiro de 2007, com a edição japonesa contendo uma faixa bônus, "Zero Synchronized". Em julho do mesmo ano o Mnemic fez a abertura do show do Metallica na cidade de Aarhus, Dinamarca, onde também se apresentou o Volbeat.

### Sons of the SystemeMnemesis
O quarto álbum da banda, Sons of the System, foi distribuído pela Nuclear Blast e lançado na Europa em 15 de janeiro de 2010, e na América do Norte em 26 de janeiro. Foi gravado no próprio estúdio da banda, com o produtor Tue Madsen, que havia trabalhado com o grupo nos lançamentos anteriores de Mechanical Spin Phenomena e The Audio Injected Soul.
A banda descreve a produção do álbum como "Muito eclética, diversa e nada que esperasse vir de uma banda como nós. Digamos que tornou-se mais teatral, mais eletrônico e mais cativante, bem como a atenção colocada na escrita de boas canções e não ter medo de experimentar".
O quinto álbum da banda, Mnemesis, foi lançado em junho de 2012, contando com novos músicos em sua formação, o guitarrista Victor-Ray Salomonsen Ronander, a baixista Simone Bertozzi, e o baterista Brian Larsen. Em novembro de 2013 a banda anunciou que o guitarrista Victor-Ray decidiu deixar a banda, e que um show de despedida seria realizado no mesmo mês, em Copenhague. Desde então o Mnemic pausou as atividades por tempo indeterminado.

## Membros

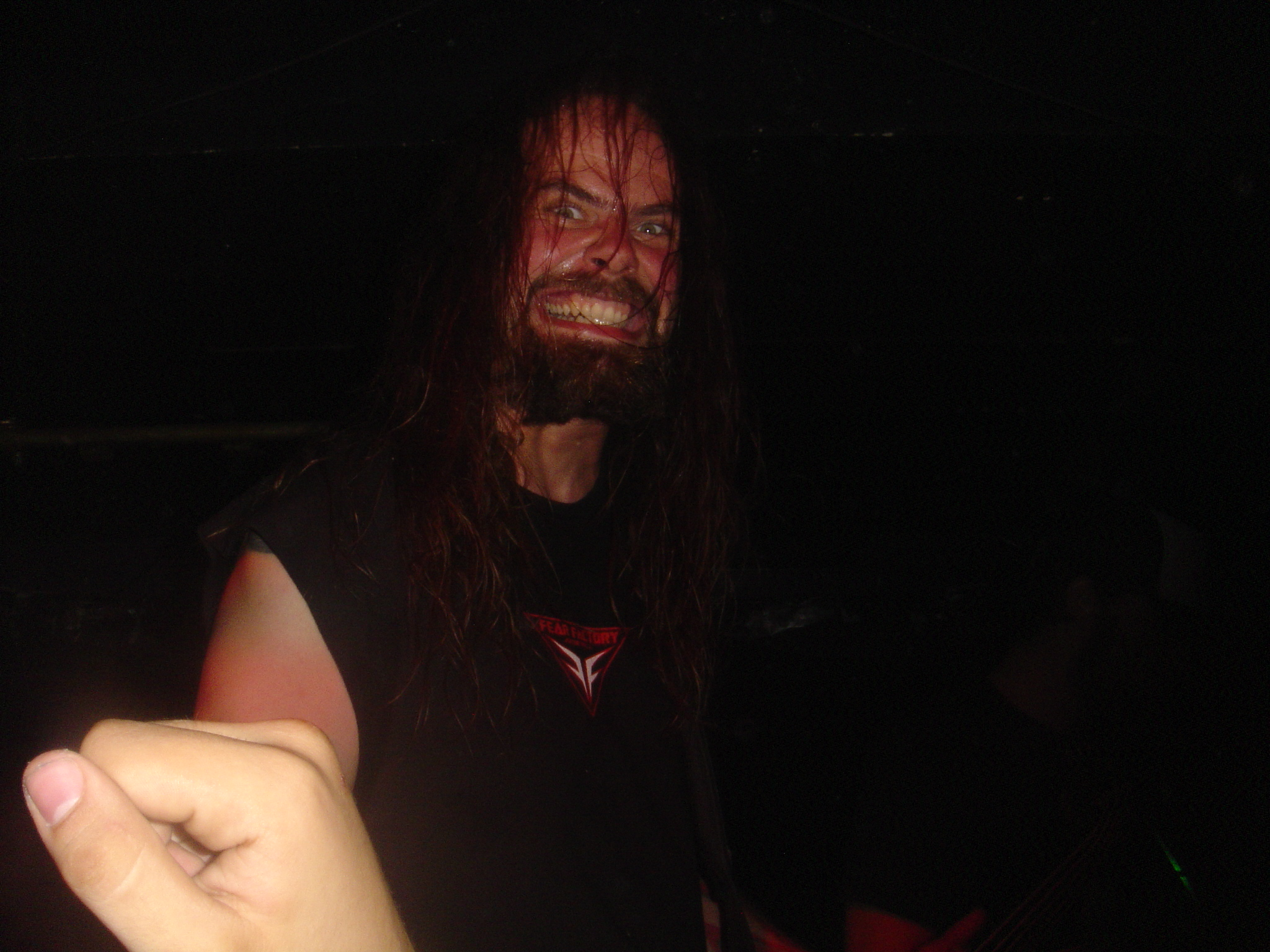
Tomas "OBeast" Koefoed em 2007.

### Última formação
- Guillaume Bideau – vocal (2006–2013)
- Mircea Gabriel Eftemie – guitarra, teclados (1998–2013)
- Simone Bertozzi - baixo (2011-2013)
- Brian "Brylle" Rasmussen – bateria (2011–2013)

### Ex-integrantes
- Rune Stigart – guitarra (1999–2011)
- Thomas 'Obeast' Koefod - baixo (2003–2011)
- Michael Bøgballe – vocal (2001–2005)
- Mikkel Larsen – baixo (1998–2003)
- Mark Bai - vocal (1998–2001)

### Membros de digressão
- Tony Jelencovich – vocal (2005–2006)
- Victor-Ray Salomonsen Ronander - guitarra (2009–2013)

## Discografia
- Mechanical Spin Phenomena (2003)
- The Audio Injected Soul (2004)
- Passenger (2007)
- Sons of the System (2010)
- Mnemesis (2012)